# 沙勒瓦勒 (厄尔省)
沙勒瓦勒（法語：Charleval，法語發音：[ʃaʁləval]）是法国厄尔省的一个市镇，位于该省东北部，属于莱桑德利区。

## 地理
沙勒瓦勒（49°22'16"N, 1°22'59"E）面积14.14 平方千米，位于法国诺曼底大区厄尔省，该省份为法国北部内陆省份，北起滨海塞纳省，西接奧恩省和卡爾瓦多斯省，南至厄尔-卢瓦省，东临瓦兹省、瓦兹河谷省和伊夫林省。
与沙勒瓦勒接壤的市镇（或旧市镇、城区）包括：昂代勒河畔弗勒里、里昂斯拉福雷、梅内斯克维尔、昂代勒河畔佩里耶、略尔河畔罗赛、瓦勒多尔热。

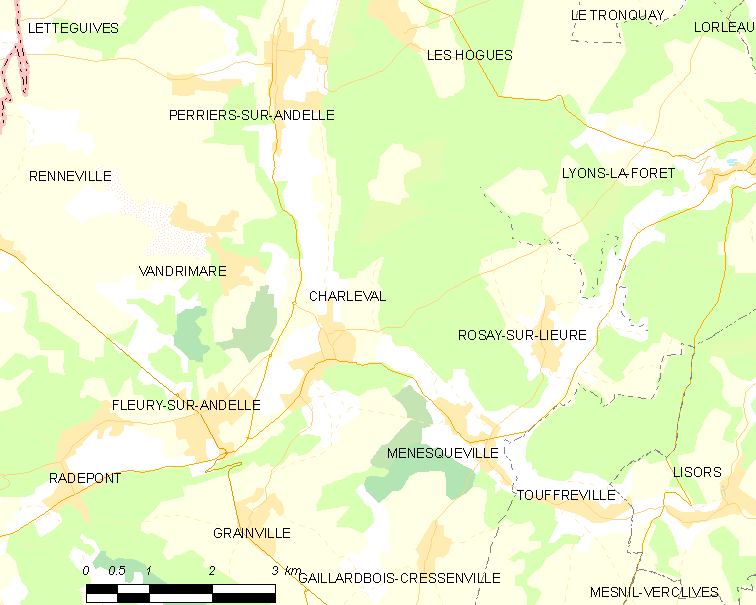
的OSM定位图

沙勒瓦勒的时区为UTC+01:00、UTC+02:00（夏令时）。

## 行政
沙勒瓦勒的邮政编码为27380，INSEE市镇编码为27151。

## 政治
沙勒瓦勒所属的省级选区为昂代勒河畔罗米伊县。

## 人口

1962-2008年间人口变化图示

沙勒瓦勒于2022年1月1日时的人口数量为1703人。